# 迈克尔·贝文 (曲棍球运动员)
迈克尔·贝文（英語：Michael Bevin，1977年5月25日—），新西兰男子曲棍球运动员。他曾代表新西兰参加1998年和2002年英联邦运动会曲棍球比赛，其中2002年英联邦运动会获得一枚银牌。